# Aechmea napoensis
Espèce
Classification phylogénétique
Statut de conservation UICN

 NT  : Quasi menacé
Aechmea napoensisest une espèce de plantes à fleurs de la famille des Bromeliaceae, endémique d'Équateur.

## Synonymes
- Streptocalyx geminiflorus Philcox [non-légitime][1]. Streptocalyx geminiflorus Harms. est synonyme de Aechmea geminiflora (Harms) L.B. Smith & M.A. Spencer[2] ;
- Streptocalyx pallidus H.E.Luther[1] ;
- Streptocalyx squamiferus Philcox[1].

## Distribution
L'espèce est endémique d'Équateur.

## Description
L'espèce est épiphyte.